# Михасевич Геннадій Модестович
Геннадій Модестович Михасевич (біл. Генадзь Мадэставіч Міхасевіч; нар. 7 квітня 1947 — пом. 25 вересня 1987, 19 січня або 3 лютого 1988) — радянський серійний вбивця. В 1971—1985 роках скоїв, згідно з вироком суду, 36 вбивств жінок і один замах на вбивство в Вітебську, Полоцьку та прилеглій сільській місцевості, внаслідок чого отримав прізвисько «вітебський душитель». Сам маніяк зізнався в 43 вбивствах. Михасевич був засуджений до страти і розстріляний за вироком суду в 1987 році (за іншими даними — в 1988 році). За його злочини були засуджені 14 невинних осіб, один з яких був засуджений до смертної кари і розстріляний, а інший осліп у місцях позбавлення волі. Розслідування справи вів Мечислав Гриб, який обіймав тоді посаду начальника УВС Вітебського облвиконкому.

## Біографія

### Ранні роки
Геннадій Михасевич народився 7 квітня 1947 року в селі Іст, нині відноситься до Міорського району Вітебської області Республіки Білорусь. У дитинстві Геннадій був замкнутим і мало розмовляв, за що часто піддавався глузуванням з боку дівчат. Через це Михасевич отримав сексуальний комплекс. Крім того, його батько страждав алкогольною залежністю, і юний Геннадій майже щодня спостерігав за тим, як його батько влаштовував його матері скандали, які нерідко закінчувалися рукоприкладством з боку батька. Про ці випадки знали друзі Михасевича і постійно знущалися над ним.
Після школи Михасевич був призваний до Збройних Сил СРСР і служив на флоті, але через захворювання на гепатит був незабаром комісований, після чого повернувся до Білорусі.

### Злочин
Перше вбивство Михасевич скоїв у ніч на 14 травня 1971 року біля села Екімань Полоцького району. За його словами, в той час він був пригнічений розставанням зі своєю дівчиною і шукав затишну місцину, щоб повіситися. Випадково зустрівши Людмилу Андаралову, 19-річну місцеву жительку, він змінив свої наміри: «Навіщо мені давитися через Бабу? Краще я сам якусь удавлю». Михасевич напав на Андаралову, зґвалтував її і задушив руками. Тіло Людмили було виявлено 16 травня. Спочатку слідчі припустили, що вона стала жертвою пограбування, проте інспектор карного розшуку УВС Вітебського облвиконкому Борис Лапорович висунув версію про появу у Вітебській області сексуального маніяка. Злочин залишався нерозкритим більше місяця, і Лапорович був відкликаний від його розслідування. Згодом у вбивстві Андаралової був визнаний винним хтось Глушаков. Він був засуджений до 15 років позбавлення волі. Слідчий з особливо важливих справ прокуратури Білоруської РСР Михайло Жавнерович сказав Лапоровичу: «ось так треба працювати, треба вміти розкривати злочини».
Увечері 29 жовтня 1971 року на околиці Вітебська Михасевич напав на чергову дівчину і спробував задушити її мотузкою для білизни. Жертва почала вириватися, кричати і прокусила нападнику руку. У цей момент її почули школярі, які з ліхтариком пішли на крик. Михасевич, зрозумівши це, вирішив не ризикувати, зник з місця злочину і кинув знаряддя злочину. Дівчина залишилася жива, а в руки слідства потрапив доказ — мотузка з кров'ю першої групи. Однак в цей же день біля селища Руба він зґвалтував і вбив іншу дівчину, труп якої був знайдений наступного ранку. Епізод замаху на вбивство дівчини на околиці Вітебська взагалі не розглядався слідчими, а знайдений на місці злочину зашморг викинули: версія про те, що напад скоїв той же злочинець, який вбив Людмилу Андаралову, а засуджений за вбивство Андаралової був невинний, була невигідна слідству.
Третє і четверте вбивства Михасевич здійснив 15 квітня і 30 липня 1972 року в районі залізничної станції «Лучеса» на околиці Вітебська, п'яте — у квітні 1973 року. У 1975 році Михасевич убив ще двох жінок у Полоцькому районі. Свідок вбивства, скоєного 30 липня 1972 року, показала, що бачила недалеко від місця злочину трьох молодих людей з вівчаркою. Незабаром в передмісті Вітебська були заарештовані три людини: Валерій Ковальов, Микола Янченко і Володимир Пашкевич, що гуляли з цуценям породи вівчарка. Єдиним доказом була фотографія цього цуценя. При очній ставці між Ковальовим, Янченко і Пашкевичем, яку проводив Михайло Жавнерович, вони плуталися в свідченнях. При цьому Жавнерович погрожував їм стратою, якщо вони не будуть зізнаватися у вбивстві. Під тиском слідства Ковальов і Янченко дали свідчення, а Пашкевич чинив опір до останнього. Всі троє були визнані винними у вбивстві. Ковальов був засуджений до 15 років позбавлення волі, Пашкевич — до 12 років, Янченко — до 2,5 років позбавлення волі.
Зовні Геннадій Михасевич жив звичайним життям. У червні 1973 року він закінчив Городоцький технікум механізації сільського господарства, повернувся в село Іст і почав працювати слюсарем-автомеханіком в Дісненському радгоспі. 28 квітня 1976 року Михасевич перейшов на роботу майстра-наладчика ремонтних майстерень у племсрадгоспі «Двіна» Полоцького району. У травні того ж року він одружився з продавчинею і переїхав до села Солоники. Після цього Михасевич з 1976 по 1978 роки вбив чотирьох жінок на ділянці між Полоцьком і Новополоцьком. Трьох з чотирьох жертв вбивця зґвалтував. У 1979 і 1980 роках Михасевич убивав по одній жінці, друге з цих вбивств він скоїв на тій же ділянці між Полоцьком і Новополоцьком, де до цього скоїв 4 вбивства.
У 1981 році Михасевич придбав легковий автомобіль «Запорожець» (модель ЗАЗ-968М) червоного кольору, а також отримав доступ до радгоспного автомобіля «Техдопомога». З цього року маніяк обрав для скоєння вбивств нову тактику: в різних районах Вітебської області він почав заманювати в свою машину дівчат і жінок, які стояли біля дороги і просили, щоб їх підвезли. У 1981 році Михасевич убив трьох жінок, за літо 1982 року — 5-х жінок, у 1983 році — ще одну, що стала його 22-ю жертвою. У 1984 році Михасевич убив 12 жінок, більшість злочинів маніяк скоїв на трасах між Вітебськом, Полоцьком і Лепелем.
Геннадій Михасевич мав репутацію гарного працівника, зразкового сім'янина і активного учасника суспільного життя. У нього народилися двоє дітей, він перебував у лавах КПРС (з 1978 року), був командиром загону народної дружини і секретарем низової партійної організації, вів здоровий спосіб життя.
За злочини Михасевича в цілому були засуджені 14 невинних. Один з них, Микола Тереня, був засуджений до смертної кари і розстріляний, інший, Олег Адамов, засуджений до 15 років позбавлення волі, третій, Володимир Горілий, осліп у місцях позбавлення волі. Співробітники правоохоронних органів вдавалися до тортур підсудних, підтасовування доказів (наприклад, до квартири Олега Адамова підкинули фотографію вбитої нібито ним жінки). Велика частина слідчих не займалася пошуком саме серійного вбивці, оскільки в радянському суспільстві 1970-х-першої половини 1980-х років не було прийнято розповідати про наявність серійних вбивць, що вважалися характерною рисою капіталістичних країн. Крім того, на органи слідства чинився тиск з боку керівництва, зацікавленого у високих показниках розкриття злочинів.
Вбивства, що тривали, викликали невдоволення діяльністю правоохоронних органів і падіння рівня довіри до них з боку населення області. Злочини, що відбулися, обростали домислами і чутками. Жінки боялися виходити на роботу в другу і третю зміну. Вулиці багатьох населених пунктів області з настанням темряви пустіли.

## Слідство
У сформованій обстановці розкриття вбивств жінок у Вітебській області взяли на контроль в ЦК КПРС. До області відрядили понад 100 співробітників усіх правоохоронних структур Білоруської РСР та інших республік СРСР, в тому числі з Генпрокуратури і КДБ. Міністр внутрішніх справ БРСР Віктор Піскарьов ухвалив рішення про зміцнення кадрами УВС Вітебського облвиконкому, начальником якого в січні 1985 року був призначений Мечислав Гриб, який і очолив розслідування вбивств жінок в області.
Слідчий з особливо важливих справ прокуратури БРСР Микола Ігнатович, вивчивши справи про вбивства жінок в області, припустив, що всі злочини скоює одна людина, і домігся об'єднання всіх справ в одну.
Під час слідства була висловлена версія, що злочинець їздить на автомобілі, яка була підтверджена показаннями свідків, які бачили як майбутні жертви маніяка сідали до червоного «Запорожця» або до машини «Техдопомога». В області почалися перевірки автомобілів даних марки і типу та їх водіїв. У цих перевірках, як народний дружинник, брав участь і сам Михасевич.
Протягом 1984—1985 років у Вітебській області було розкрито 221 злочин, у тому числі 27 вбивств, 17 фактів умисного заподіяння тяжких тілесних ушкоджень, 14 грабежів і розбоїв, 93 крадіжок, заарештовано 479 злочинців, знайдено 186 зниклих безвісти, вилучено 7 одиниць незареєстрованої вогнепальної зброї.

## Арешт
Намагаючись направити слідство хибним шляхом, Михасевич 16 серпня 1985 року анонімно надіслав виконуючому обов'язки головного редактора газети «Вітебський робітник» В. Романовському лист від імені міфічної антирадянський організації «Патріоти Вітебська». Лист відразу ж було передано до обласного управління КДБ, але йому, спочатку, серйозного значення йому не надали. В цей час, восени 1985 року Михасевич убив двох жінок: 5 вересня біля села Гамзелево Полоцького району, 27 жовтня біля села Павловичі Вітебського району (зґвалтував і задушив жертву її ж головною хусткою). В рот своєї останньої жертви маніяк сунув записку зі словами «За зраду-смерть! Смерть комуністам та їхнім посіпакам! „Патріоти Вітебська“».
Графологічна експертиза показала, що лист до редакції газети «Вітебський робітник» і записку, знайдену на місці останнього вбивства, написав один і той же чоловік. Розпочалася перевірка майже всього дорослого населення області. Експерти-графологи з КДБ перевірили 556 тисяч почерків. 25 листопада, перевіряючи водіїв червоних «запорожців», дільничний інспектор Полоцького РВВС Валерій Веретенников взяв письмове пояснення у Михасевича. В результаті слідству вдалося вичислити маніяка за почерком.
8 грудня було вирішено затримати Михасевича, проте прибулі ввечері до нього додому оперативники не виявили його на місці. 9 грудня у нього на роботі вони дізналися, що той взяв відпустку і зібрався «відлітати на відпочинок з сім'єю». Увечері того ж дня маніяк був заарештований в будинку свого шурина в селі Горяни Полоцького району. При ньому були упаковані речі для всієї родини, а також чотири квитки на літак до Одеси. Під час обшуку в будинку Михасевича виявили деякі речі вбитих ним жінок.
Із 11 грудня злочинець почав давати свідчення. В ході допитів і слідчих експериментів він детально розповів про обставини кожного злочину, вказав місця, де скоїв їх, сховав трупи і речі жертв. Крім уже відомих жертв, у зазначених їм місцях знайшли останки 5 жінок, які в 1981—1984 роках вважалися зниклими безвісти. Всього маніяк зізнався в 43 вбивствах.
За словами слідчих, які допитували маніяка, Михасевич не розкаювався у скоєному, злочинцеві явно лестила увага до його персони. Він з пристрастю розповідав всі подробиці своїх злочинів, часто сміявся і жартував на адресу своїх жертв і співробітників правоохоронних органів. Під час одного зі слідчих експериментів на питання слідчого чи вступав він в статевий контакт з жертвою, Михасевич зі сміхом відповів, що не пам'ятає, бо йому «задушити її було набагато цікавіше». Вбивця заявив, що одного разу ледь не задушив власну дружину: під час сексу  і під час сварки. За його словами, дружина його не цікавила і він із нею майже не спілкувався. Про свої мотиви він заявив таке:

Час від часу, коли я залишався сам з собою, у мене починався якийсь стан, що спонукав мене вишукувати жінку з тим, щоб спочатку поспілкуватися з нею, доторкнутися до її тіла, спробувати зробити з нею статевий акт. Коли ж я мав контакт з жінкою, мною оволодівало якесь запаморочення, в якому я жінок тиснув і вбивав. Я вважав, що жінку потрібно неодмінно задавити і в таких випадках нічого не міг з собою вдіяти. Після вбивства у мене наступало полегшення, про те, що зробив, я не шкодував.

Слідство велося більше року, було допитано 227 свідків, долучено 60 видів речових доказів. Зібрані слідством матеріали вмістилися в 173 томи кримінальної справи. Вдалося довести причетність Михасевича до 36 вбивств і одного замаху на вбивство.

## Суд і вирок
У висновку психіатричної експертизи, проведеної в НДІ загальної та судової психіатрії ім. В. П. Сербського говорилося:

Михасевич на психічні захворювання не страждає, у нього є психопатичні риси характеру і схильність до сексуальних перверсій. Ці особливості особистості супроводжуються наявністю статевих збочень у вигляді прояви садизму … не супроводжуються порушеннями мислення, пам'яті, емоційності і критики. У період, що відноситься до інкримінованих йому діянь, у Михасевича ознак будь-якого хворобливого розладу психічної діяльності не спостерігалося, він міг керувати своїми діями і керувати ними, його слід вважати осудним.

Суд над Геннадієм Михасевичем проходив у Мінську з 14 квітня до 19 травня 1987 року. Судова колегія у кримінальних справах Верховного Суду СРСР під головуванням судді Федора Савкіна, засудила його до страти, в останньому слові на суді Михасевич висловив співчуття в тому, що за його злочини раніше були засуджені невинні, проте у скоєнні вбивств не розкаявся. Прохання про помилування Михасевич також подавати відмовився. Відправлений до Верховного Суду БРСР лист матері маніяка з проханням про його помилування був залишений без задоволення. Вирок був приведений у виконання 25 вересня 1987 року, за іншими даними — 19 січня або 3 лютого 1988 року, в Піщаловському замку.

## «Вітебська справа» про зловживання повноваженнями в МВС і прокуратурі БРСР
За злочини Михасевича до його арешту були засуджені 14 осіб: один з них, Микола Тереня, був страчений, інший, Володимир Горілий, засуджений на 12 років позбавлення волі, відсидів 6 років і осліп, після чого був звільнений як такий, що не представляє небезпеку, четверо провели в місцях позбавлення волі понад 10 років.
Основна відповідальність була покладена на слідчого з особливо важливих справ прокуратури БРСР Михайла Кузьмича Жавнеровича, який вів більшу частину справ невинно засуджених. Крім нього, до відповідальності після упіймання маніяка були притягнуті ще близько 200 співробітників міністерства внутрішніх справ Білоруської РСР. Один слідчий, дізнавшись про пред'явлені йому звинувачення, наклав на себе руки. Реальну відповідальність поніс тільки зональний прокурор транспортної прокуратури БРСР Валерій Сороко, засуджений до 4 років позбавлення волі, ще кілька співробітників правоохоронних органів отримали умовні терміни позбавлення волі від 2 до 2,5 років. Решта відбулися тільки доганами, пониженнями в званнях і посадах, звільненнями з правоохоронних органів, виключенням з лав КПРС.
Сам головний фігурант кримінальної справи про зловживання посадовими повноваженнями Жавнерович фактично ніякої відповідальності не поніс: у листопаді 1987 року, у зв'язку з амністією з нагоди 70-річчя Жовтневого перевороту, кримінальну справу стосовно Жавнеровича було припинено, а він сам відправлений на пенсію зі збереженням всіх звань і нагород. Незабаром після відправки на пенсію Жавнерович помер.

## У масовій культурі
- д/ф «Вітебський душитель» [Архівовано 5 червня 2021 у Wayback Machine.] з циклу «Слідство вели»
- д/ф «Провісник Чикатило» [Архівовано 6 червня 2021 у Wayback Machine.] з циклу «Легенди радянського розшуку»
- д/ф «Вітебська справа» (частина 1 [Архівовано 5 червня 2021 у Wayback Machine.], частина 2 [Архівовано 5 червня 2021 у Wayback Machine.], частина 3 [Архівовано 5 червня 2021 у Wayback Machine.]) (1989)
- д/ф «Слід звіра [Архівовано 5 червня 2021 у Wayback Machine.]» (2009)
- х/ф «Помста Михасевича [Архівовано 5 червня 2021 у Wayback Machine.]» (2014)
- х/ф «Місце вбивці вакантне» (1990)
- Телесеріал «Душогуб» (2021)[21].

## Примітка
1. ↑  Gennady Mikhasevich | Murderpedia, the encyclopedia of murderers. Архів оригіналу за 10 січня 2021. Процитовано 5 червня 2021.
2. 1 2 3 4  «Следствие вели…». Выпуск 33 — «Витебский душитель»
3. ↑  Анна Крючкова (16 червня 2016). Жертвенник Фемиды. Из истории «витебского дела». Аргументы и Факты в Белоруссии. Архів оригіналу за 6 червня 2021. Процитовано 18 листопада 2019.
4. ↑  Демченко, 2015, «Зачем давиться из-за бабы?».
5. ↑  Витебское дело. Беларусьфільм. Архів оригіналу за 5 червня 2021.
6. ↑  Ирина Козлик. Витебский Чикатило ходил на суды, чтобы смотреть, как судят людей за его преступления[недоступне посилання] // Комсомольская правда в Белоруссии, 15 декабря 2011.
7. ↑  Сергей Голесник. «Витебское дело»: 20 лет спустя. // TUT.BY. Архів оригіналу за 12 червня 2018. Процитовано 4 червня 2018.
8. ↑  Маньяк-душитель находит жертв после своей смерти [Архівовано 5 червня 2021 у Wayback Machine.] // Дни.ру, 24 сентября 2017.
9. ↑  Геннадий Михасевич. // Serial Killers. Архів оригіналу за 5 червня 2021.
10. 1 2  «Громкое дело: по следу витебского душителя». Архів оригіналу за 5 червня 2021. Процитовано 5 червня 2021.
11. ↑  Костоев И. М. Россия — преступный мир. «Автобуса не было, и мне захотелось задушить девушку» [Архівовано 10 грудня 2019 у Wayback Machine.]
12. ↑  Демченко Владимир. Часть 8. Витебский душитель: без вины осужденные. «Я не исключение» // Главные преступления советской эпохи. От перевала Дятлова до Палача и Мосгаза. — Москва : АСТ, 2015. — 288 с. — ISBN 978-5-17-090747-2.
13. ↑  Серийные убийцы в России. Досье (рос.). ТАСС. 27 березня 2017. Архів оригіналу за 5 червня 2021. Процитовано 29 грудня 2018.
14. ↑  Ася Третюк. «Я всё равно бы это делал», или Что произошло в Витебске 20 лет назад // БелГазета : газета. — 2001. — № 47 (313). — Число 3 (12). Архівовано з джерела 5 червня 2021. Процитовано 5 червня 2021.
15. ↑  Gennady Mikhasevich. Архів оригіналу за 10 січня 2021. Процитовано 5 червня 2021.
16. 1 2  Отсидеть за другого и выйти: кто ответил за «витебского Чикатило». Архів оригіналу за 12 червня 2018. Процитовано 5 червня 2021.
17. ↑  Д/ф «Витебское дело [Архівовано 5 червня 2021 у Wayback Machine.]», часть 2
18. ↑  «Я Всё равно бы это делал», или Что произошло в Витебске 20 лет назад. Архів оригіналу за 5 червня 2021. Процитовано 5 червня 2021.
19. ↑  Легенды советского сыска. Оборотень. Архів оригіналу за 5 червня 2021. Процитовано 5 червня 2021.
20. ↑  Вместо белорусского Чикатило отсидели 14 человек. Архів оригіналу за 5 червня 2021. Процитовано 5 червня 2021.
21. ↑  История о деле «витебского душителя»: актеры сериала «Душегубы» [Архівовано 5 червня 2021 у Wayback Machine.](рос.)